# Knettishall
Knettishall is een civil parish in het bestuurlijke gebied St. Edmundsbury, in het Engelse graafschap Suffolk met 40 inwoners.